# Azumir Veríssimo
Azumir Veríssimo (Río de Janeiro, 7 de julio de 1935-2 de diciembre de 2012) fue un futbolista brasileño que jugó como delantero.

## Carrera
Jugó en muchos clubes en Brasil, incluido Madureira Esporte Clube, y CR Vasco da Gama, antes de firmar por el FC Porto. Jugó en la Liga portuguesa de 1961–62, en el que fue pichichi de esa temporada con 23 goles. También jugó en Portugal por Desportivo de Beja, Barreirense, Sporting da Covilhã y FC Tirsense.